# RIPEMD
RIPEMD – funkcja skrótu opracowana w ramach projektu Unii Europejskiej o nazwie RIPE (ang. RACE Integrity Primitives Evaluation) realizowanego w latach 1988–1992. Funkcja generuje 128-bitowy skrót (stąd też nazywana jest RIPEMD-128). Została zaprojektowana w taki sposób, aby była odporna na znane w tamtych czasach metody kryptoanalizy.
W 1996 roku powstała wersja generująca skrót 160-bitowy nazwana RIPEMD-160.
W 2004 roku Xiaoyun Wang, Dengguo Feng, Xuejia Lai oraz Hongbo Yu opublikowali dokument, w którym przedstawili dwie pary wiadomości produkujących te same skróty
Ze względu na mniejszą (od MD5, czy SHA-1) popularność tego algorytmu, jest ona równocześnie mniej zbadana.